# André Gomes
André Filipe Tavares Gomes (Grijó, Vila Nova de Gaia, districte de Porto, 30 de juliol de 1993) és un futbolista professional portuguès que juga com a migcampista.

## Trajectòria esportiva

### Benfica
Gomes va entrar al planter del SL Benfica a 18 anys, i va jugar el seu darrer any com a juvenil al club de Lisboa. El 28 de juliol de 2012 va jugar el seu primer partit amb el primer equip, en un amistós contra el Gil Vicente FC, i va passar la seva primera temporada com a sènior jugant amb el Benfica B a la segona divisió portuguesa.
Gomes va marcar els seus primers gol amb el Benfica B en partits de lliga contra el S.C. Braga B (2–2 a casa) i el CF Os Belenenses (6–0, també a casa). El 18 d'octubre de 2012 va debutar oficialment amb el primer equip, jugant 25 minuts després d'entrar en substitució d'Eduardo Salvio i marcant en una victòria per 4–0 contra el S.C. Freamunde a la Taça de Portugal 2012–13.
Gomes va seguir tenint sort al primer equip, i el 27 d'octubre de 2012 va jugar com a titular, i va marcar, en una victòria a fora per 3–0 contra el Gil Vicente en la seva primera aparició en lliga. Va continuar de tota manera essent membre de l'equip filial.
El 31 de gener de 2014, el Benfica va vendre el 100% dels drets sobre Gomes a una empresa privada, Meriton Capital Limited, per 15 milions d'euros, més un 25% d'un possible futur traspàs. Va romandre al club fins al final de la temporada 2013–14 de la lliga portuguesa. el 16 d'abril va jugar els 90 minuts sencers de la tornada de les semifinals de la Copa portuguesa, marcant el 3–1 final després d'una actuació individual brillant, en què va ajudar el seu equip, que va jugar durant 60 minuts amb un home menys, a guanyar l'eliminatòria contra el FC Porto per un resultat final acumulat de 3–2.

### València
El 17 de juliol de 2014 Gomes fou cedit al València CF, on s'uní a uns quants compatriotes, entre els quals l'entrenador Nuno Espírito Santo. Tot i que els drets econòmics de Gomes són propietat del propietari de Meriton Capital, Peter Lim, es va fer un contracte de cessió de Gomes i de Rodrigo al València, a causa de la compra del club per part de Lim.
Gomes va debutar a La Liga el 23 d'agost, jugant com a titular en un empat 1–1 a fora contra el Sevilla FC. Va marcar el seu primer gol a la competició el 22 de setembre, en fer el segon d'una victòria per 3–0 a fora contra el Getafe CF.
El 2 de desembre de 2014, es va saber que Gomes havia signat un contracte amb el València per les properes 5 temporades, amb el seu company Rodrigo.

### FC Barcelona
El 21 de juliol de 2016, el FC Barcelona va anunciar un acord amb el València per traspassar el jugador, per 35 milions d'euros fixos més fins a 20 milions en variables, una quantitat que situava el fitxatge com un dels més cars de la història del club català.

### Cessió a l'Everton
El 9 d'agost de 2018, Gomes va ser cedit a l'Everton FC per una temporada, a canvi de 2.25 milions de lliures, i que el club anglès es fes càrrec de la seva fitxa anual. El mateix estiu el Barça havia traspassat a l'Everton Lucas Digne i Yerry Mina.

### Everton
El 25 de juny de 2019, André Gomes va ser transpasat a l'Everton FC per 25 milions d'euros mes variables.

## Carrera internacional
Gomes va jugar amb la selecció portuguesa Sub-19 al Campionat d'Europa Sub-19 de la UEFA de 2012. A 19 anys fou convocat per primer cop amb la selecció absoluta de Portugal, per un partit amistós contra l'Equador el 6 de febrer de 2013, tot i que va restar a la banqueta, en un partit que acabà en derrota a casa per 2–3.
Gomes va debutar amb la selecció absoluta el 7 de setembre de 2014, jugant com a titular els 90 minuts complets en una derrota per 0–1 contra Albània a l'Estádio Municipal d'Aveiro, en partit de fase de classificació pel Campionat d'Europa de futbol de 2016.

## Estadístiques
A 21 de febrer de 2015
| Club                | Temporada           | Lliga | Lliga | Copa | Copa | Copa de la Lliga | Copa de la Lliga | Europa | Europa | Total | Total |
| Club                | Temporada           | PJ    | Gols  | PJ   | Gols | PJ               | Gols             | PJ     | Gols   | PJ    | Gols  |
| ------------------- | ------------------- | ----- | ----- | ---- | ---- | ---------------- | ---------------- | ------ | ------ | ----- | ----- |
| SL Benfica B        | 2012–13             | 9     | 3     | —    | —    | —                | —                | —      | —      | 9     | 3     |
| SL Benfica B        | 2013–14             | 8     | 5     | —    | —    | —                | —                | —      | —      | 8     | 5     |
| SL Benfica B        | Total               | 17    | 8     | —    | —    | —                | —                | —      | —      | 17    | 8     |
| SL Benfica          | 2012–13             | 7     | 1     | 3    | 0    | 2                | 0                | 5      | 0      | 17    | 1     |
| SL Benfica          | 2013–14             | 7     | 1     | 4    | 1    | 3                | 0                | 9      | 0      | 23    | 2     |
| SL Benfica          | Total               | 14    | 2     | 7    | 1    | 5                | 0                | 14     | 0      | 40    | 3     |
| València CF         | 2014–15             | 21    | 3     | 4    | 0    | —                | —                | —      | —      | 25    | 3     |
| València CF         | Total               | 21    | 3     | 4    | 0    | —                | —                | —      | —      | 25    | 3     |
| Total de la carrera | Total de la carrera | 51    | 13    | 11   | 1    | 5                | 0                | 14     | 0      | 81    | 14    |

## Palmarès

### Club
Benfica
- Primeira Liga (1): 2013–14
- Taça de Portugal (1): 2013–14
- Taça da Liga (1): 2013–14

FC Barcelona
- Supercopa d'Espanya (1): 2016[28]
- Copa del Rei (2): 2016-17[29] i 2017-18[30]
- Lliga espanyola (1): 2017-18[31]

Selecció portuguesa
- Eurocopa (1): 2016

### Individual
- Lliga Europa de la UEFA: Equip de la temporada 2013–14[32]